# Aeschynomene interrupta
Aeschynomene interrupta är en ärtväxtart som beskrevs av George Bentham. Aeschynomene interrupta ingår i släktet Aeschynomene och familjen ärtväxter. Inga underarter finns listade i Catalogue of Life.